# Kolistin
Kolistin (INN), též nazývaný polymyxin E, je polymyxinové antibiotikum produkované některými kmeny bakterie Bacillus polymyxa var. colistinus. Je směsí cyklických polypeptidů kolistinu A a B. Kolistin je účinný proti většině gramnegativních bacilů a používá se jako polypeptidové antibiotikum. Je jednou z posledních možností léčby infekcí multirezistentními bakteriemi Pseudomonas aeruginosa a Acinetobacter. Kolistin je účinný i proti multirezistentním bakteriím z čeledi Enterobacteriaceae nesoucích gen NDM-1.
Kolistin se však používá také v zemědělství, a to zejména ve velkochovech hospodářských zvířat, např. při chovu prasat. V některých zemích byl popsán výskytu bakterií odolných vůči kolistinu. Mezinárodní organizace zdravotníků HCWH u příležitosti Evropského antibiotického dne v roce 2021 zahájila kampaň za ochranu kolistinu s cílem, aby bylo zakázáno jeho používaní v zemědělství.